# Каневаро, Феличе Наполеоне
Феличе Наполеоне Каневаро (итал. Felice Napoleone Canevaro; 7 июля 1838 года, Лима, Перу — 30 декабря 1926 года, Венеция, Королевство Италия) — герцог ди Кастельвари и Дзоальи, граф ди Сантандеро. Итальянский адмирал и политический деятель.

## Биография
Отличился в войне 1866 года.
С 1867 года — член Итальянского географического общества.
16 сентября 1881 года — 28 июня 1882 года — на службе в Военно-морской академии.
В 1882 году выбран в Палату депутатов Италии. Депутат XV, XVI и XVII созывов.
с 19 октября по 16 декабря 1886 года — начальник штаба постоянной эскадры.
С 13 ноября 1887 года по 22 ноября 1888 года и с 26 октября 1890 года по 12 января 1893 года — генеральный директор арсенала (Таранто).
21 января 1893 года — 22 сентября 1894 года — член Высшего совета Военно-морского флота.
С 6 февраля 1896 года — судья Верховного военного и морского трибунала.
В 1896 году назначен сенатором. В 1897 году командовал итальянской эскадрой у Крита, а в качестве старшего по чину адмирала — и всей международной эскадрой.
С 1 по 26 июня 1898 года занимал пост Морского министра в правительстве маркиза де Рудини, а с 29 июня 1898 года по 4 мая 1899 года министра иностранных дел в консервативном кабинете Луиджи Пеллу.
С 5 января 1902 года по 2 июля 1903 года — председатель Высшего совета Военно-морского флота.
С 23 марта 1906 года по 31 мая 1909 года — президент Лиги флота
Член Национального комитета по истории Рисорджименто.

## Награды
- Савойский Военный орден:
  - Командор (1 июня 1898 года)
  - Кавалер (21 мая 1861 года)
- Орден Святых Маврикия и Лазаря:
  - Большой крест (11 июня 1903 года)
  - Великий офицер (17 января 1897 года)
  - Командор (31 мая 1890 года)
  - Офицер (21 января 1877 года)
  - Кавалер (30 мая 1869 года)
- Орден Короны Италии:
  - Большой крест (5 января 1899 года)
  - Великий офицер (5 января 1893 года)
  - Командор (30 мая 1884 года)
  - Кавалер (24 мая 1868 года)
- Серебряная медаль «За воинскую доблесть» (дважды)
- Маврикианская медаль
- Медаль «В память о войнах за независимость»
- Медаль «В память объединения Италии»
- Командор ордена Изабеллы Католички (Испания, 26 мая 1872 года)
- Командор ордена Непорочного зачатия Девы Марии Вилла-Викозской (Португалия, 26 октября 1879 года)
- другие награды

## Титулы
- С 30 июня 1867 года — граф, а с 20 февраля 1887 года к титулу добавлено почётное наименование — Сантандеро и стал именоваться графом ди Сантандеро (итал. Conte di Santandero).
- C 10 июля 1883 года — герцог ди Кастельвари и Дзоальи (итал. Duca di Castelvari e Zoagli).

## Воинские звания
- Контр-адмирал (20 сентября 1877 года)
- Вице-адмирал (22 июня 1893 года) С 6 августа 1911 года в отставке
- Вице-адмирал флота (23 декабря 1923 года)